# Patrick Gonthier
Pour les articles homonymes, voir Gonthier.
Patrick Gonthier, né en 1957, est un syndicaliste enseignant français. Il est secrétaire général de l'UNSA Éducation de 2002 à 2012.

## Biographie
Instituteur puis professeur des écoles du département de la Loire, Patrick Gonthier exerce à tous les niveaux de l’enseignement primaire, de la maternelle aux classes d’enfants migrants. Il milite d'abord dans des mouvements pédagogiques (notamment les CEMEA) avant de prendre, en 1986, des responsabilités dans la section départementale de la Loire du SNI-PEGC. Il devient alors membre, puis secrétaire de la commission nationale des jeunes du SNI-PEGC, chargée d'examiner l'ensemble des enseignants en début de carrière.
En 1993, il devient secrétaire national du Syndicat des enseignants (nouvelle appellation du SNI-PEGC). Dans la continuité de son activité nationale précédente, il prend d'abord en charge le secteur IUFM, puis le secteur « Laïcité, libertés ». Parallèlement, il devient secrétaire général du CNAL (Comité national d'action laïque).
En 2000, il est élu secrétaire général adjoint de la fédération UNSA Éducation, avant d'en devenir secrétaire général en mai 2002. Il est réélu à ce poste lors du congrès du Mans (2004), puis du congrès de Bordeaux (2008). Il est également secrétaire général adjoint de l'UNSA Fonctionnaires (Union des fédérations de fonctionnaires de l'UNSA) depuis 2002.
En  juillet 2004, Patrick Gonthier est élu vice-président de l’Internationale de l’éducation pour la région Europe lors du congrès de Porto Alegre (Brésil) et réélu au congrès de Berlin (Allemagne) de juillet 2007 et assume ce mandat pour une période de deux ans. Au congrès du Cap, il est réélu membre du Bureau exécutif de l'Internationale de l'Éducation.
De 2009 à 2011, Patrick Gonthier est élu président de l'Institut de recherches économiques et sociales (IRES).
En novembre 2011, Patrick Gonthier fait le choix difficile, à la suite de désaccords avec des syndicats sur la gouvernance de la fédération ( les quatre plus importants souhaitaient dicter la conduite et la ligne de la fédération), de ne pas se représenter à la tête d'une fédération qu'il a animée pendant dix ans et pendant laquelle il a notamment conduit les combats :
- contre la décentralisation « Raffarin » et la première réforme des retraites « Fillon » (2003) ;
- pour la défense de la laïcité (dans le cadre de l'UNSA Éducation pour la loi interdisant le port de signes religieux à l’École (2004) ; contre les différentes mesures visant l'enseignement public, notamment la loi Carle, y compris à plusieurs reprises en tant que président du Comité national d'action laïque (CNAL) ;
- pour la défense du service public d'Éducation nationale et de la Fonction publique d'État (notamment comme secrétaire général adjoint de l’UNSA Fonction publique).

À la fin du congrès d'Angers (fin mars 2012), son mandat s'achève avec l’élection du nouveau secrétariat national Laurent Escure. Son dernier acte, comme secrétaire général, est de conclure les travaux du débat sur les « défis du système éducatif ».
Patrick Gonthier a intégré le corps des inspecteurs de l'Éducation nationale en septembre 2012 (lien externe). Il exerce de 2012 à 2017 dans la circonscription de Choisy-le-Roi/Orly. À la rentrée 2017, il est nommé sur la circonscription de Clermont-Plaine à Clermont-Ferrand.
Il prend sa retraite en septembre 2022.

## Distinctions
Patrick Gonthier est chevalier de la Légion d'Honneur (Journal officiel du 14 juillet 2013).